# Leptopterna amoena
Leptopterna amoena är en insektsart som beskrevs av Philip Reese Uhler 1872. Leptopterna amoena ingår i släktet Leptopterna och familjen ängsskinnbaggar. Inga underarter finns listade i Catalogue of Life.